# Panólbio (doutor)
Panólbio (em latim: Panolbius) foi um médico romano do século IV, ativo em Antioquia, na Síria. É mencionado em 354/355 numa das epístolas de Libânio, a quem teria atendido quando esteve enfermo.